# 霞のお新
霞のお新（かすみのおしん）は、TBS系列の時代劇『水戸黄門』に登場する架空のくの一で、風車の弥七の妻。配役は宮園純子。
第3部 - 第8部、第12部 - 第14部、第17部 - 第26部、1000回記念スペシャルに登場した。同番組において、長期にわたり水戸黄門一行の伴をした最初の女性キャラクターである。

## 設定・横顔
初代風車の弥七（中谷一郎）の妻であり、弥七の元親分で忍び崩れの義賊・野ぶすまの仁平（市川小太夫）の一人娘。東野黄門期には水戸光圀一行の紅一点として諸国漫遊の旅に同行し、光圀の隠密としても働いている。
母性が強く、姉御肌でハキハキした人物。ある事情から弥七の命を狙っていたが、後に弥七と結ばれて夫婦になり、江戸で父が営んでいた蕎麦屋「田毎庵」を受け継いだ。三味線を弾き、踊りや唄を得意とする。身のこなしが軽く、戦闘では弥七同様に小太刀を用いるが、援護の要素が強い。隠密行動では弥七と同じく黒装束に着替え、霞玉を投げて悪人達から脱走する技を使う。作中ではお色気要素も担っていた。
佐々木助三郎と結ばれる佐々木志乃の登場後は、江戸に残って留守を預かるようになる。光圀一行が江戸を起終点にして漫遊に出立・帰着する際には必ず田毎庵に立ち寄り、彼らの旅支度を整えたり帰着祝いの蕎麦を振る舞った。江戸に残る作品でも光圀一行の旅立ちに際しての騒動や、最終話での騒動には隠密として復帰している。
結婚前は弥七と「弥っちゃん」「お新ちゃん」と呼び合っていたが、結婚後は「おまえさん」「お新」に変わった。弥七を尊敬する柘植の飛猿には「女将さん」と呼ばれている。一方、弥七の子分を名乗る八兵衛からは第3部こそ「お新ちゃん」と呼ばれ気安い口調で話されていたが、弥七と結婚した第4部以降は「お新さん」と呼ばれて敬語を使われている。一方、お新の八兵衛に対する呼び方は「八っつぁん」である。

## 各シリーズごとの活躍

### 水戸黄門（第1-13部）時代
東野黄門の時代の第3部から第8部および第13部には、メインヒロインとして光圀一行の諸国漫遊の旅の供をした。夫の弥七とともに光圀の隠密として働き、大立ち回りにも加わった。
第3部にて光圀の命を狙う刺客の一人として初登場。薩摩藩をめぐる柳沢吉保（山形勲）の陰謀に巻き込まれ、父・仁平の手下だった夜鴉の藤吉（中野誠也）に父を殺害されるが、お新に横恋慕する藤吉の策略によって幼馴染で恋仲の弥七を父の仇と思い込まされた。
藤吉を相棒にして弥七の命を狙い、藤吉とつるんでいる柳沢の密偵・柘植の九郎太（成田三樹夫）の光圀暗殺を手伝うが、罪もない人々に危害を加えることには良心の呵責を感じている。第1話では善良な薩摩藩士の殺害にも加担してしまっている。中盤では騙されていたと知って弥七と復縁、光圀一行と和解し、最終回で父の仇である藤吉を討ち果たして父の墓前に弥七と夫婦になると報告した。
夫婦になる前は弥七とは「お新ちゃん」「弥っちゃん」と呼び合っていた。第4部第1話で夫婦になってからは「お新」「お前さん」と呼び合っている。騙されていたとはいえ命を狙った過去を許してくれたばかりか、弥七との結婚も後押ししてくれた光圀に恩義を感じ、光圀一行の仲間になって影の御用も務める。弥七の子分を名乗る八兵衛には姉貴分扱いを受けていた。
かなりのやきもち焼きで、弥七の浮気を疑っての夫婦喧嘩は日常茶飯事。そのすさまじさは劇中でうっかり八兵衛（高橋元太郎）の口から語られることもある。また、弥七が芸者遊びに加わったと知った時の怒りは弥七も逃げ出すほどである。
第9部から第11部ではメインヒロインを佐々木志乃にバトンタッチし登場回数が減るが、存在は語られている。第9部第1話で弥七の口からお新の妊娠が語られ、最終話（第26話）で娘・お梅が誕生したことが、やはり弥七の口から語られている。ちなみにお梅の名付け親は光圀であり、光圀の別名（俳号）「梅里」の「梅」を取って名付けられた。
第12部では第1話と最終話（第26話）に登場し、弥七とともに水戸老公の影の御用を務める。この両回には幼少のお梅が登場していた。なお、お梅は第13部では本人は登場していないが、存在は夫婦の口から語られた（旅立ちに際し、知り合いに預けられた設定になっている）。

### 水戸黄門（第14-21部）時代
第14部と第17部の第1話、第18部第1話と第2話、最終話（第33話）、第19部と第20部の第1話と最終話、第21部の最終話（第32話）に登場した。一行の伴をすることはなくなった。
第17部第1話で、長期にわたり水戸黄門一行の伴をした歴代3人の女性キャラクター、霞のお新、佐々木助三郎（里見浩太朗）の妻、志乃（山口いづみ）、かげろうお銀の顔合わせが、志乃がお銀をお新に紹介する場面で実現している。志乃は忍者ではなく武家の女性であったため、お新の役目はシリーズを隔ててお銀に受け継がれたことになる。なお、この3人の顔合わせはおろか、同時登場はこれ1回限りである。本作の最終回ではお新も志乃も登場せず、次の第18部で助三郎が配役交代に伴って独身に戻され、志乃の存在はなかったことにされたためである。
第20部最終話（第48話）ではお新が風車を使用する場面がある。この際には、お新・お銀・飛猿という珍しい組み合わせで立ち回りが行われた。

### 水戸黄門（第22-28部）時代
第22部の第1話と第2話、第23部最終話（第40話）、第24部の第1話と2時間スペシャル（第27話）と最終話（第37話）、第25部と第26部の最終話に出演している。
第22部最終話（第36話）と第23部第1話には弥七が登場せず、その際にはお新も登場していない。ただし、第25部最終話（第43話）には弥七が登場しないまま、お新のみが出演するという珍しいケースとなった（弥七は日光東照宮への代参で不在という設定であった）。
弥七・お新の夫婦がそろって登場したのは第26部の最終話（第26話）が最後となった。なお、これ以後田毎庵の場面は1000回記念スペシャルまで登場しない。

### 水戸黄門（第29-30部）時代
作品設定が一新されたため、登場していない。弥七や八兵衛同様、お新やお梅の存在もなかったことにされたと思われる。

### 水戸黄門（第31-38部）・水戸黄門（第39-43部）時代
1000回記念スペシャルで登場する。この時弥七はVTRのみで登場している。成長した娘のお梅（馬渕英俚可）が登場している。お梅が水戸老公一行に同行し終盤では父同様に、風車を使用して攻撃した。なお、中谷一郎版弥七、霞のお新、お梅の登場はこれが最後となる。
その後登場した、内藤剛志による2代目風車の弥七は独り身で、蕎麦屋とも無縁であるという大きな設定変更がなされたため、お新やお梅の存在は再度なかったことにされたと思われる。
最終回スペシャルではお新を演じていた宮園が、八兵衛とともに営む蕎麦屋の女将・おふじという、別人ながらもお新を彷彿とさせる役で出演した。助さんや格さんとも以前から面識があるかのような振舞いであり、その時の話しぶりは以前光圀一行の旅に何度か同行した事があるかのような模様であった。なお、おふじの名は出演者クレジットに示されただけで、劇中では語られず、蕎麦屋の屋号も不明である。